# Mitrager
Mitrager noordami es una especie de araña araneomorfa de la familia Linyphiidae. Es el único miembro del género monotípico Mitrager.

## Distribución
Es un endemismo de Java en Indonesia.